# مفصل ران
مفصل ران یا مفصل هیپ (به انگلیسی: Hip joint) یک مفصل زُلاله‌ای (سینوویال) از نوع گوی و کاسه‌ای است که از قرارگرفتن سر استخوان ران در داخل حفره حقه‌ای (استابولوم) استخوان بی‌نام ایجاد می‌گردد. این مفصل بزرگترین مفصل بدن پس از مفصل زانو است و از ویژگی‌های مهم آن، داشتن ثبات و تحرک توأم است. مفصل ران در انتقال وزن بدن از کمربند لگنی به اندام‌های تحتانی نقش دارد.

## ثبات مفصل ران
مفصل ران در مقایسه با مفصل شانه، دارای حرکات کمتر، ولی ثبات و پایداری بیشتری است. ثبات و استحکام مفصل ران جهت تحمل وزن بدن در فعالیت‌های روزمره لازم است. با این حال، مفصل ران که همانند مفصل شانه یک مفصل سینوویال از نوع گوی و کاسه‌ای است نیز دارای سه درجه آزادی حرکتی است که به معنای داشتن حرکات در هر سه صفحه پیکانی (سَهمی، ساژیتال)، پیشانی (فرونتال) و عرضی (ترانسورس) است.
مفصل ران از دو قسمت حقه (استابولوم) و سر استخوان ران تشکیل می‌گردد و در میان مفاصل بدن به عنوان یک مفصل پایدار محسوب می‌شود. به طور کلی، عواملی که در ایجاد ثبات و پایداری این مفصل نقش دارند شامل موارد زیر است:
- عمیق بودن حفره حقه‌ای
- وجود رباط‌های قوی در اطراف مفصل ران
- وسعت و استحکام کپسول مفصلی
- زاویه طبیعی گردن استخوان ران با تنه استخوان ران (فمور) که در یک فرد بزرگسال حدود ۱۲۰ الی ۱۳۰ درجه است. این زاویه[۳] که باعث مایل قرار گرفتن گردن استخوان ران می‌گردد، یک عامل مهم تطابق با جهت رو به پایین حقه است.

## وضعیت کپسول مفصلی
کپسول مفصلی در مفاصل سینوویال از دو لایه داخلی (به نام غشاء سینوویال) و خارجی (به نام کپسول لیفی) تشکیل می‌گردد.
کپسول لیفی مفصل ران، گسترده و قوی است. ضخامت و استحکام کپسول لیفی ران در جلو (قدام) بیشتر از طرف پشتی (خلفی) است. این کپسول در بالا به حاشیه حفره استابولار (حفره حقه‌ای) اتصال داشته، به طوری که در جلو، گردن استخوان ران (فمور) را احاطه می‌کند و به خط بین تروکانتری (خط اینترتروکانتریک) متصل می‌گردد. کپسول لیفی در عقب و پایین، بالاتر از ستیغ بین تروکانتری (اینترتروکانتریک) به گردن استخوان ران اتصال می‌یابد، بنابراین قسمتی از گردن ران در عقب، فاقد کپسول است.
غشاء زلاله‌ای (سینوویال) در سطح داخلی کپسول لیفی قرار دارد. این غشاء در مفصل ران، گردن استخوان ران را تا حدود غضروف مفصلی می‌پوشاند.

## رباط‌ها
رباط‌ها عناصری هستند که باعث ارتباط دو یا چند استخوان می‌گردند و در ایجاد ثبات مفاصل نقش دارند. این عناصر همچنین باعث تقویت کپسول مفصلی می‌گردند.
رباط‌های مفصل ران عبارتنداز:
- رباط تهیگاهی‌رانی (ایلیوفمورال)
- رباط شرمگاهی‌رانی (پوبوفمورال)
- رباط نشیمنگاهی‌رانی (ایسکیوفمورال)
- رباط سر استخوان ران (فمور)[۴] (رباط گرد)

## کیسه‌ها
بورس یک کیسه لیفی (فیبروز) حاوی مایع بوده که بین تاندون و استخوان یا پوست و استخوان یا میان دو ماهیچه قرارمی گیرد. مهم‌ترین نقش بورس‌ها کاهش میزان اصطکاک بین دو یا چند بافتی است که روی یکدیگر واقع می‌شوند؛ بنابراین، بورس‌ها در تسهیل حرکات نقش دادند.
بورس‌هایی که در اطراف مفصل ران قراردارند عبارتنداز:
- بورس تروکانتری[۶] (بورس تروکانتریک)
- بورس ورکی[۷] (بورس ایسکیال)
- بورس خاصره‌ای شانه‌ای[۸] (بورس ایلیوپکتینئال)

بورس‌ها ممکن است به دلیل ضربات وارده به آن‌ها یا تحت فشارهای طولانی مدت (استفاده بیش از انداره) ملتهب گردند که به این حالت بورسیت گفته می‌شود. بورسیت می‌تواند یک عامل درد ناحیه درگیر باشد.

## حرکات مفصل ران
حرکات مفصل ران در سه صفحه آناتومیکی عبارتند از:
- خم کردن-راست کردن (فلکسیون-اکستانسیون) در صفحه پیکانی (ساژیتال)
- دور کردن-نزدیک کردن (ابداکسیون-اداکسیون) در صفحه تاجی (کرونال)
- چرخش به تو -چرخش به بیرون (اینترنال روتیشن-اکسترنال روتیشن) در صفحه عرضی (افقی)

میزان حداکثر دامنه حرکتی طبیعی مفصل ران در جهات مختلف:
- خم کردن: ۱۳۰ درجه
- راست کردن: ۲۰–۱۵ درجه
- دور کردن: ۴۵ درجه
- نزدیک کردن: ۳۰ درجه
- چرخش به داخل: ۴۰–۳۵ درجه
- چرخش به خارج: ۴۵–۴۰ درجه

## تقسیم‌بندی حرکتی
نقسیم‌بندی حرکتی ماهیچه‌های عمل‌کننده بر ران از قرار زیر است:
- گروه خم‌کننده (فلکسور)
- گروه راست‌کننده (اکستانسور)
- گروه دورکننده (ابداکتور)
- گروه نزدیک‌کننده (اداکتور)
- گروه برون‌چرخان  (اکسترنال روتاتور)
- گروه درون‌چرخان (اینترنال روتاتور)

### خم‌کننده‌ها
- ماهیچه تهیگاهی‌مازویی (ایلیوپسواس) که شامل مازویی بزرگ و ماهیچه تهیگاهی (ایلیاکوس) است.
- ماهیچه چهارسر ران (رکتوس فموریس)
- ماهیچه خیاطه (سارتوریوس)
- ماهیچه کشنده نیام پهن (تنسور فاسیالاتا)
- ماهیچه شانه‌ای (پکتینئوس)
- ماهیچه نزدیک‌کننده دراز (اداکتور لونگوس)

ماهیچه تهیگاهی‌مازویی، خم‌کننده اصلی مفصل ران است.

### راست‌کننده‌ها
- ماهیچه سرینی بزرگ (گلوتئوس ماگزیموس)
- ماهیچه نیم‌غشایی (سمی ممبرانوسوس)
- ماهیچه نیم‌وتری (سمی تندینوسوس)
- ماهیچه دوسر رانی (بایسپس فموریس)
- فیبرهای پشتی ماهیچه نزدیک‌کننده بزرگ (اداکتور ماگنوس)

ماهیچه سرینی بزرگ، راست‌کننده اصلی مفصل ران است.

### دورکننده‌ها
- ماهیچه سرینی میانی (گلوتئوس مدیوس)
- ماهیچه کشنده نیام پهن

دورکننده اصلی مفصل ران، ماهیچه سرینی میانی است.

### نزدیک‌کننده‌ها
- ماهیچه نزدیک‌کننده دراز (اداکتور لونگوس)
- ماهیچه نزدیک‌کننده بزرگ (اداکتور ماگنوس)
- ماهیچه نزدیک‌کننده کوتاه (اداکتور برویس)
- ماهیچه شانه‌ای (پکتینئوس)
- ماهیچه نواری (گراسیلیس)

نزدیک‌کننده اصلی مفصل ران، ماهیچه اداکتور لونگوس است.

### برون‌چرخان‌ها
- ماهیچه سرینی بزرگ (گلوتئوس ماگزیموس)
- ماهیچه هرمی (پیریفورمیس)
- ماهیچه سدادی بیرونی (ابتوراتور اکسترنوس)
- ماهیچه سدادی درونی (ابتوراتور اینترنوس)
- ماهیچه دوقلوی بالایی (ژملوس سوپریور)
- ماهیچه دوقلوی پایینی (ژملوس اینفریور)
- ماهیچه خیاطه (سارتوریوس)
- ماهیچه چهارگوش ران (کوادراتوس فموریس)
- فیبرهای پشتی ماهیچه سرینی میانی (گلوتئوس مدیوس)

### درون‌چرخان‌ها
- فیبرهای جلویی ماهیچه سرینی میانی (گلوتئوس مدیوس)
- ماهیچه سرینی کوچک (گلوتئوس مینیموس)
- ماهیچه کشنده نیام پهن (تنسور فاسیالاتا)